# Richard Lietz
Richard Lietz (Villeurbanne, 17 dicembre 1983) è un pilota automobilistico austriaco e pilota ufficiale della Porsche GT.
Come pilota Porsche GT ha vinto 6 volte la 24 Ore di Le Mans, due volte la 24 Ore di Daytona e una volta la 24 Ore del Nürburgring. Si è laureato campione del WEC (classe GTE Pro) nel 2015 in precedenza aveva vinto già due volte l'European Le Mans Series e una volta l'International GT Open.

## Carriera
Richard Lietz inizia a correre in kart all'età di quattordici anni. Nel 2000 ha iniziato a correre in monoposto partecipando a diversi campionati come la Formula 3 tedesca e la F3 Euro Series. Quattro anni più tardi Lietz lascia le corse in monoposto partecipando alla Porsche Carrera Cup tedesca e in seguito alla Porsche Supercup.
Nel 2007 Lietz diventa pilota ufficiale della Porsche. In quell'anno ottiene la vittoria nella classe GT2 della 24 Ore di Le Mans e si laurea campione nella International GT Open. Nel 2009 e nel 2010 vince l'European Le Mans Series, e nel secondo anno ottiene anche la sua seconda vittoria a Le Mans.
Dal 2012 Richard Lietz esordisce nel nuovo Campionato del mondo endurance FIA ovviamente con la Porsche. Tre anni dopo, nel 2015, si laurea campione nella classe GTE Pro davanti alla Ferrari di Gianmaria Bruni e Toni Vilander. In quel periodo ha vinto anche la sua terza 24 Ore di Le Mans nel 2013 e la sua prima 24 Ore di Daytona nel 2014. Nel 2022 riesce a conquistare sia la 24 Ore di Daytona che la sua quarta vittoria nella 24 Ore di Le Mans.
Nel 2023 Lietz rimane fermo correndo solo a Le Mans, ma nel 2024 torna nel Mondiale endurance nella nuova classe GT3.

## Risultati

### Campionato del Mondo Endurance
Nel 2012 la Coppa del Mondo Endurance FIA è stata assegnata solo ai Costruttori; nel 2013 è stata istituita anche quella per i piloti.
| Anno    | Squadra                 | Classe    | Vettura                 | SIL | SPA | LMS | SÃO | COA | FUJ | SHA | BHR |     | Punti | Pos. |
| ------- | ----------------------- | --------- | ----------------------- | --- | --- | --- | --- | --- | --- | --- | --- | --- | ----- | ---- |
| 2013    | Porsche AG Team Manthey | LMGTE Pro | Porsche 911 RSR         | 4   | 5   | 1   | 4   | 4   | 4   | 6   | 4   |     | 123   | 4°   |
| Anno    | Squadra                 | Classe    | Vettura                 | SIL | SPA | LMS | COA | FUJ | SHA | BHR | SÃO |     | Punti | Pos. |
| 2014    | Porsche Team Manthey    | LMGTE Pro | Porsche 911 RSR         | 1   |     | 2   |     | 11  | 1   | 5   | 2   |     | 111   | 3º   |
| Anno    | Squadra                 | Classe    | Vettura                 | SIL | SPA | LMS | BHR | COA | FUJ | SHA | BHR |     | Punti | Pos. |
| 2015    | Porsche Team Manthey    | LMGTE Pro | Porsche 911 RSR         | 2   | 2   | 7   | 1   | 1   | 4   | 1   | 5   |     | 145   | 1°   |
| Anno    | Squadra                 | Classe    | Vettura                 | SIL | SPA | LMS | NÜR | MEX | COA | FUJ | SHA | BHR | Punti | Pos. |
| 2016    | Dempsey-Proton Racing   | LMGTE Am  | Porsche 911 RSR         | 9   | 4   | 6   | 6   | 6   | 6   | 7   | 6   | 7   | 74    | 8°   |
| Anno    | Squadra                 | Classe    | Vettura                 | SIL | SPA | LMS | NÜR | MEX | COA | FUJ | SHA | BHR | Punti | Pos. |
| 2017    | Porsche GT Team         | LMGTE Pro | Porsche 911 RSR         | 3   | 5   | 3   | 2   | 3   | 6   | 2   | 2   | 4   | 145   | 2º   |
| Anno    | Squadra                 | Classe    | Vettura                 | SPA | LMS | SIL | FUJ | SHA | SEB | SPA | LMS |     | Punti | Pos. |
| 2018-19 | Porsche GT Team         | LMGTE Pro | Porsche 911 RSR         | 4   | 2   | SQ  | 5   | 2   | 1   | 8   | 2   |     | 131   | 3º   |
| Anno    | Squadra                 | Classe    | Vettura                 | SIL | FUJ | SHA | BHR | COA | SPA | LMS | BHR |     | Punti | Pos. |
| 2019-20 | Porsche GT Team         | LMGTE Pro | Porsche 911 RSR-19      | 1   | 6   | 3   | 5   | 8   | 5   | 9   | 2   |     | 111   | 7º   |
| Anno    | Squadra                 | Classe    | Vettura                 | SPA | ALG | MNZ | LMS | BHR | BHR |     |     |     | Punti | Pos. |
| 2021    | Porsche GT Team         | LMGTE Pro | Porsche 911 RSR-19      | 4   | 4   | 3   | 3   | 2   | 4   |     |     |     | 111   | 3º   |
| Anno    | Squadra                 | Classe    | Vettura                 | SEB | SPA | LMS | MON | FUJ | BHR |     |     |     | Punti | Pos. |
| 2022    | Porsche GT Team         | LMGTE Pro | Porsche 911 RSR-19      | 3   | 5   | 1   |     | 4   | 4   |     |     |     | 115   | 5º   |
| Anno    | Squadra                 | Classe    | Vettura                 | QAT | IMO | SPA | LMS | SÃO | COA | FUJ | BHR |     | Punti | Pos. |
| 2024    | Manthey EMA             | LMGT3     | Porsche 911 GT3 R (992) | 15  | 16  | 1   | 1   | 12  | 3   | 14  | 5   |     | 105   | 2º   |
| Anno    | Squadra                 | Classe    | Vettura                 | QAT | IMO | SPA | LMS | SÃO | COA | FUJ | BHR |     | Punti | Pos. |
| 2025    | Manthey EMA             | LMGT3     | Porsche 911 GT3 R (992) | 12  | 1   | 7   | 1   |     |     |     |     |     | 81*   |      |
| Legenda |                         |           |                         |     |     |     |     |     |     |     |     |     |       |      |

* Stagione in corso.

### 24 Ore di Le Mans
| Anno | Team                    | Co-piloti                            | Vettura             | Classe   | Giri | Pos. | Classe pos. |
| ---- | ----------------------- | ------------------------------------ | ------------------- | -------- | ---- | ---- | ----------- |
| 2007 | IMSA Performance Matmut | Raymond Narac Patrick Long           | Porsche 997 GT3-RSR | GT2      | 320  | 15°  | 1°          |
| 2008 | IMSA Performance Matmut | Raymond Narac Patrick Long           | Porsche 997 GT3-RSR | GT2      | 26   | Rit  | Rit         |
| 2009 | Team Felbermayr-Proton  | Marc Lieb Wolf Henzler               | Porsche 997 GT3-RSR | GT2      | 24   | Rit  | Rit         |
| 2010 | Team Felbermayr-Proton  | Marc Lieb Wolf Henzler               | Porsche 997 GT3-RSR | GT2      | 338  | 11°  | 1°          |
| 2011 | Team Felbermayr-Proton  | Marc Lieb Wolf Henzler               | Porsche 997 GT3-RSR | GTE Pro  | 312  | 16°  | 4°          |
| 2012 | Team Felbermayr-Proton  | Marc Lieb Wolf Henzler               | Porsche 997 GT3-RSR | GTE Pro  | 184  | Rit  | Rit         |
| 2013 | Porsche Team Manthey    | Romain Dumas Marc Lieb               | Porsche 911 RSR     | GTE Pro  | 315  | 15°  | 1°          |
| 2014 | Porsche Team Manthey    | Marco Holzer Frédéric Makowiecki     | Porsche 911 RSR     | GTE Pro  | 337  | 15°  | 3°          |
| 2015 | Porsche Team Manthey    | Michael Christensen Jörg Bergmeister | Porsche 911 RSR     | GTE Pro  | 327  | 30°  | 5°          |
| 2016 | Dempsey-Proton Racing   | Michael Christensen Philipp Eng      | Porsche 911 RSR     | GTE Pro  | 329  | 31°  | 8°          |
| 2017 | Porsche GT Team         | Frédéric Makowiecki Patrick Pilet    | Porsche 911 RSR     | GTE Pro  | 339  | 20°  | 4°          |
| 2018 | Porsche GT Team         | Gianmaria Bruni Frédéric Makowiecki  | Porsche 911 RSR     | GTE Pro  | 343  | 16°  | 2°          |
| 2019 | Porsche GT Team         | Gianmaria Bruni Frédéric Makowiecki  | Porsche 911 RSR     | GTE Pro  | 342  | 21°  | 2°          |
| 2020 | Porsche GT Team         | Gianmaria Bruni Frédéric Makowiecki  | Porsche 911 RSR-19  | GTE Pro  | 335  | 31°  | 5°          |
| 2021 | Porsche GT Team         | Gianmaria Bruni Frédéric Makowiecki  | Porsche 911 RSR-19  | GTE Pro  | 343  | 23°  | 4°          |
| 2022 | Porsche GT Team         | Gianmaria Bruni Frédéric Makowiecki  | Porsche 911 RSR-19  | GTE Pro  | 350  | 28°  | 1°          |
| 2023 | Proton Racing           | Michael Fassbender Martin Rump       | Porsche 911 RSR-19  | LMGTE Am | 246  | Rit  | Rit         |
| 2024 | Manthey EMA             | Morris Schuring Yasser Shahin        | Porsche 911 GT3     | GT3      | 320  | 127° | 1°          |
| 2025 | Manthey 1st Phorm       | Ryan Hardwick Riccardo Pera          | Porsche 911 GT3     | GT3      | 341  | 34   | 1°          |

### 24 Ore di Daytona
| Anno | Team                 | Co-piloti                                  | Vettura            | Classe | Giri | Pos. | Classe pos. |
| ---- | -------------------- | ------------------------------------------ | ------------------ | ------ | ---- | ---- | ----------- |
| 2014 | Porsche Nord America | Nick Tandy Patrick Pilet                   | Porsche 911 RSR-19 | GTLM   | 679  | 6°   | 1°          |
| 2017 | Porsche GT Team      | Laurens Vanthoor Kévin Estre               | Porsche 911 RSR-19 | GTLM   | 652  | 10°  | 6°          |
| 2021 | WeatherTech Racing   | Gianmaria Bruni Kévin Estre Cooper MacNeil | Porsche 911 RSR-19 | GTLM   | 760  | 17°  | 6°          |
| 2022 | Motorsport di Wright | Zacharie Robichon Jan Heylen Ryan Hardwick | Porsche 911 GT3-R  | GTD    | 707  | 23°  | 1°          |

## Palmarès
- 2  24 Ore di Le Mans (GT2): Porsche (2007, 2010)
- 2  24 Ore di Le Mans (GTE Pro): Porsche (2013, 2022)
- 2  24 Ore di Daytona GTD: Porsche (2014, 2022)
- 2  European Le Mans Series: Porsche (2009, 2010)
- 1  International GT Open: Porsche (2007)
- 1  WEC (GTE Pro): Porsche (2015)
- 1  24 Ore del Nürburgring: Porsche (2018)